# Silver Lake (Hollis, New Hampshire)
Silver Lake, voormalig bekend als Long Pond, is een klein meer in de buurt van Hollis, New Hampshire. Het meer was oorspronkelijk omringd door verschillende vakantiewoningen en zomerkampen. Tegenwoordig zijn veel van de gebouwen omgebouwd als normale woningen. Silver Lake State Park bezit het noordelijke eind van Silver Lake.
Het meer ligt ten noorden van Hollis aan NH Route 122. Op het diepste punt is het meer 7,3 meter diep. Tevens ligt er ook een diep kanaal in het midden van het meer dat tussen de 4,9 tot 8,5 meter diep is. Het meer is thuis aan verschillende vissoorten waaronder forelbaarzen, Perca flavescens, Zonnebaarzen, bruine dwergmeervallen en een paar grote karpers. De diepte van het meer en de doorlopende aanvoer van koud, schoon water zorgen ervoor dat er ook forellen kunnen voorkomen.
In de omgeving van Silver Lake zijn er meerdere natuurlijke bronnen die zoetwater leveren aan het meer. De kleine dam aan het noordeinde van het meer reguleert de waterafvoer en het waterpeil. Het water stroomt weg onder NH 122 en in Dunklee Pond. Vervolgens stroomt het water verder in Pennichuck Brook, een zijrivier van de Merrimack.
Ondanks dat het meer geen openbare trailerhelling heeft, is het gebruik van binnenvaartboten, zeilboten, kajaks en andere kleine boten toegestaan. Het meer heeft beperkte uren voor boten die sneller gaan dan 16 km/u maar er is geen limiet voor het toegestane motorvermogen.
Het meer is getest op waterkwaliteit en sinds 2006 is het door New Hampshire geschikt bevonden om in te zwemmen.
In de vroege jaren 1900 toen het meer nog bekend stond als Long Pond, lagen er twee danszalen genaamd Wallace Grove en Morrills Grove. Deze danszalen waren een populaire bestemming op zomerse nachten voor mensen die zelfs vanuit Boston aankwamen om te dansen. Veel soldaten namen de trein vanuit Fort Devens in de hoop om een buitengewone dame te ontmoeten. Ook al zijn beide zalen sindsdien gesloten, blijft het meer een populaire vakantiebestemming.